# Uvarovacris
Uvarovacris is een geslacht van rechtvleugeligen uit de familie veldsprinkhanen (Acrididae). De wetenschappelijke naam van dit geslacht is voor het eerst geldig gepubliceerd in 1944 door Rehn.

## Soorten
Het geslacht Uvarovacris omvat de volgende soorten:
- Uvarovacris gammaduensis Henry, 1933
- Uvarovacris gracilis Uvarov, 1927